# Regine Hangler
Regine Hangler (geboren in Eferding) ist eine österreichische Opern- und Konzertsängerin der Stimmlage Sopran. Sie gehört seit 2013 dem Ensemble der Wiener Staatsoper an.

## Leben und Werk
Siegfried Hangler, Vater der Sängerin, ist Berufsmusiker, er spielt die Oboe und dirigiert. Schon als Kind wollte die Tochter Sängerin werden. Sie lernte Geige und Bratsche, besuchte dann das Linzer Musikgymnasium und sang in dessen Chor. Nach der Matura absolvierte sie in Kärnten eine Ausbildung in Telematik Netzwerktechnik, entschloss sich dann aber doch für ein Gesangsstudium. Sie besuchte das Kärntner Landeskonservatorium und die Universität für Musik und darstellende Kunst. Beide Studien schloss sie mit Auszeichnung ab, auch bekam sie Begabtenstipendien, besuchte Meisterklassen und gewann Preise bei Gesangswettbewerben. Eine ihrer Lehrerinnen war Mara Zampieri.
Sie debütierte im Oktober 2010 als Bastienne in Mozarts Bastien und Bastienne beim Kulturtreff Alkoven auf Schloss Hartheim nahe Linz. Es inszenierte Nikolaus Habjan, es dirigierte Siegfried Hangler. 2013 wurde sie an die Wiener Staatsoper verpflichtet, wo sie seither abwechselnd Hauptrollen und kleine Rollen übernimmt – beispielsweise in der Elektra von Hofmannsthal/Strauss jeweils 4-mal die Chrysothemnis und die Vierte Magd.
Werke von Richard Strauss stellen einen Schwerpunkt ihres Repertoires dar. Sie sang die Titelpartie in Daphne 2015 in konzertanten Aufführungen in Berlin und New York, dirigiert von Marek Janowski bzw. von Franz Welser-Möst, sowie 2017 szenisch an der Wiener Staatsoper, dort dirigiert von Simone Young. 2016 war sie als Xanthe in der Liebe der Danae bei den Salzburger Festspielen besetzt. 2018 gastierte sie als Chrysothemnis am Teatro alla Scala in Mailand und in ihrem Stammhaus ist sie regelmäßig als Jungfer Marianne Leitmetzerin im Rosenkavalier zu sehen und zu hören. Jenseits von Richard Strauss war sie in Werken von Mozart, Weber und Johann Strauß Sohn besetzt, in Wien als Erste Dame in der Zauberflöte und als Rosalinde in der Fledermaus, in Gars am Kamp als Agathe im Freischütz. Einen weiteren Schwerpunkt ihres Repertoires bilden die Musikdramen Richard Wagners, jedoch mit deutlich kleineren Rollen, ausgenommen die Elsa im Lohengrin, die sie 2018 in Tokyo verkörperte. Sie sang weiters die Freia im Rheingold (in Tokyo und an der Dresdner Semperoper), die Helmwige in der Walküre (in Wien und bei den Bayreuther Festspielen 2018) und die Gutrune in der Götterdämmerung (in Wien und Tokyo). Sie steht auf der Besetzungsliste für den neuen Bayreuther Ring des Nibelungen, der COVID-19-bedingt von 2020 auf 2022 verschoben werden musste, und soll Freia, Helmwige und Dritte Norn übernehmen.
Dritter Schwerpunkt sind ihre Auftritte in Opern für ein junges Publikum. Ihre ersten Auftritte an der Wiener Oper hatte sie als die gutmütige Frau des Menschenfressers in Henzes Pollicino. Sie übernahm die Rheintochter Woglinde und die Walküre Helmwige in „Wagners Nibelungenring für Kinder“, die Gertrud in Humperdincks Märchenoper Hänsel und Gretel und die Bertalda in der Kinderfassung von Undine. Am 21. Dezember 2019 spielte und sang sie die Mutter in der Uraufführung der Persinette von Albin Fries. In der Studiobühne in der Walfischgasse, einer Dependance der Staatsoper, war sie 10-mal als Griselda in der Cinderella von Alma Deutscher zu sehen und zu hören. Regine Hangler ist auch eine gefragte Kirchen- und Konzertsängerin. Seit 2010 übernimmt sie regelmäßig Sopransoli in drei Wiener Innenstadtkirchen, der Augustinerkirche, der Jesuitenkirche und im Stephansdom. Auch im Konzertsaal übernimmt sie regelmäßig Soli ist Sakralwerken, beispielsweise 2016 in Beethovens Missa solemnis mit hr-Sinfonieorchester und Wiener Singverein unter Leitung von Andrés Orozco-Estrada oder 2018 in Verdis Messa da Requiem an der Operklosterneuburg, dirigiert von Laura Perez Soria. Sie gab zahlreiche Konzerte in Österreich, Deutschland, Italien, den Niederlanden, in Slowenien, Ungarn, Japan und Israel.